# Not the End of the World
Not the End of the World ist ein Lied der US-amerikanischen Sängerin Katy Perry aus ihrem sechsten Studioalbum Smile (2020). Es wurde am 21. Dezember 2020 von Capitol Records als dritte Single aus dem Album veröffentlicht.

## Hintergrund und Veröffentlichung
Der Titel wurde von der Sängerin, Michael Pollack, Madison Love, Jacob Kasher Hindlin und Andrew Goldstein geschrieben und von Goldstein und Oscar Görres produziert. Er basiert auf der Interpolation einer Melodie aus Steams 1969er Song Na Na Hey Hey Kiss Him Goodbye und ist ein Techno-Pop- und Trap-Pop-Stück mit einem unterschwelligen Disco- und Techno-Beat. Ein Stück zur Selbstermächtigung, mit einem Text über Positivität und Perrys Gleichgültigkeit gegenüber ihren Kritikern. Im Vergleich zu ihrer 2013er Single „Dark Horse“ waren die Musikkommentare geteilt. Einige von ihnen werteten die Botschaft der Single im Kontext der COVID-19-Pandemie ab.
Als Katy Perrys fünftes Studioalbum Witness im Jahr 2017 veröffentlicht wurde wurde es nur lauwarm aufgenommen. Daraufhin entwickelte die Sängerin eine situationsbedingte Depression. Ihre Erfahrungen mit der Krankheit beeinflussten ihr nächstes Album, wobei Not the End of the World ein Versuch war, ihre Depression zu verarbeiten. Nachdem sie im Juli 2020 angekündigt hatte, dass ihr kommendes Album Smile heißen würde, startete sie im Vorfeld der Veröffentlichung die Livestream-Serie „Smile Sundays“. Während der Sendungen stellte sie verschiedene Albumtracks vor, darunter auch Not the End of the World. Das Album wurde am 28. August veröffentlicht, wobei Not the End of the World der sechste Track ist. Wenige Tage vor der großen Konjunktion 2020 veröffentlichte Perry am 18. Dezember überraschend ihr fünftes Extended-Play-Album Cosmic Energy, dessen Eröffnungsstück Not the End of the World war. Drei Tage später veröffentlichte sie den Song als dritte Single aus Smile, zeitgleich mit der Veröffentlichung des Musikvideos.

## Entwicklung und Komposition
Not the End of the World wurde von Perry, Michael Pollack, Madison Love, Jacob Kasher Hindlin und Andrew Goldstein geschrieben. Die Produktion lag in den Händen von Oscar Görres und Goldstein, der auch die Instrumentierung des Tracks mit Keyboards und Programmierung beisteuerte. Der Song wurde in den Unsub Studios in Los Angeles und im Orange Grove Studio aufgenommen, zusätzlich gab es eine Session in den House Mouse Studios in Stockholm, Schweden.
Beim Schreiben von Not the End of the World passte Perry den Text mit einer Hook von „Na Na Hey Hey Kiss Him Goodbye“ (1969) der Pop-Rock-Band Steam ab. Der Song basiert auf Disco- und Techno-Beats mit einer Trap-beeinflussten Produktion.

## Musikvideo

### Hintergrund und Veröffentlichung
Nach der Veröffentlichung von Smile erinnerte Perry an die Forderung ihrer Fans nach einem Not the End of the World-Video. Aufgrund der kürzlichen Geburt ihrer Tochter konnte die Sängerin jedoch nicht an den Dreharbeiten teilnehmen. Während ihres Mutterschaftsurlaubs plante sie ein Video, in dem ihre Doppelgängerin, die amerikanische Schauspielerin und Sängerin Zooey Deschanel, mitspielt. Das Musikvideo wurde unter der Regie des Duos Similar but Different im Oktober 2020 gedreht. Perry kündigte es einen Tag vor der Veröffentlichung an, indem sie einen zweisekündigen Ausschnitt aus dem Video teilte. Der Clip wurde am 21. Dezember auf ihrem offiziellen YouTube-Kanal veröffentlicht. Am nächsten Tag bezeichnete die amerikanische Sängerin und Songschreiberin Taylor Swift den Clip als „genial“.
Um die Veröffentlichung des Videos weiter zu bewerben, ging Perry live auf Instagram, wo sie von Deschanel begleitet wurde. Sie unterhielt sich mit Deschanel darüber, wie sie nach ihrem Umzug nach Los Angeles im Jahr 2002 von ihrem ähnlichen Erscheinungsbild profitierte. Sie erinnerte sich: "Als ich nach L.A. kam, war ich ein ziemlicher Niemand, und du wurdest zu dieser Zeit gerade so groß, dass Zooey Deschanel zu diesem Zeitpunkt die Welt regierte. Dein Stern war wirklich geboren. Du warst schon immer alles für mich, aber in diesem Moment war es ein großes Kompliment für mich, so auszusehen wie du. Aber ich muss dir bei Live etwas gestehen: Als ich das erste Mal nach L.A. kam, ging ich oft in den Club. Und ich wollte in den Club, und ich hatte kein Geld, und ich hatte keinen Einfluss, ich hatte nichts, und manchmal habe ich mich als du ausgegeben, um in den Club zu kommen. Am Ende der Live-Sendung kam Bob Roth von der David Lynch Foundation hinzu, um über transzendentale Meditation und geistige Gesundheit zu sprechen.

### Inhalt und Bedeutung
Das apokalyptische Musikvideo zeigt eine Gruppe von blauhäutigen Außerirdischen, die Perry verehren und sie entführen wollen, aber fälschlicherweise die amerikanische Schauspielerin Zooey Deschanel entführen, weil sie der Sängerin ähnlich sieht. Sie wird nicht erkannt, und um den Planeten zu retten, spielt sie mit und gibt sich als Perry aus, indem sie ihre Outfits aus ihren früheren Epochen, darunter Kostüme aus der Teenage Dream-Ära anzieht und am Ende auftritt. Außerdem sind im Hintergrund Outfits aus den Musikvideos „California Gurls“ (2010) und „Roar“ (2013) sowie aus dem Fotoshooting für „Smile“ zu sehen.

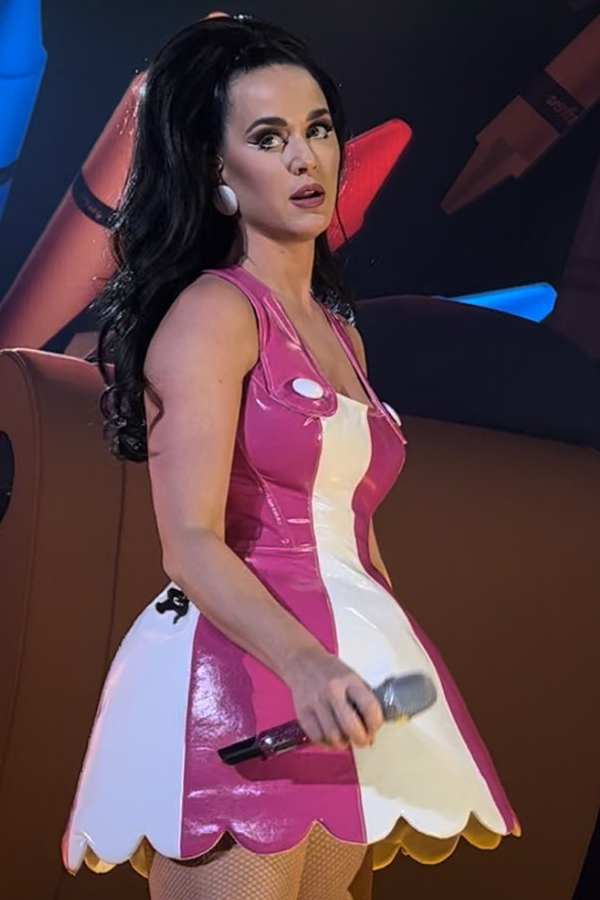
Katy Perry bei der Aufführung von Not the End of the World während ihrer Play-Konzert-Residenz im Dezember 2021.

## Liveauftritte und mediale Verwendung
Not the End of the World wurde zum ersten Mal von Perry während des chinesischen Online-Shopping-Festivals T Mall Double 11 Gala im November 2020 aufgeführt, neben Never Really Over und Roar. Wass lobte den Auftritt mit den Worten, sie habe "Gesang und aufwendige Green-Screen-Effekte serviert", und fügte hinzu, dass die Sängerin für ihre "innovativen Quarantäne-Performances" nicht "genug" Anerkennung erhalte. Im nächsten Jahr begann sie ihre erste Konzert-Residency im Resorts World Las Vegas mit dem Titel Play (2021–2023), und in der Nacht vor der ersten Show gab sie die Setlist bekannt, darunter Not the End of the World".
Zeitgleich mit der Verleihung der MTV Video Music Awards 2020 am 30. August teilte Perry ein Spiegel-Selfie, auf dem sie in einem Brustpump-BH und Einwegunterwäsche nach der Geburt posiert, während im Hintergrund Not the End of the World läuft. Im November verwendete sie den Song in einem Instagram-Post, in dem sie die Menschen ermutigte, bei den Wahlen in den Vereinigten Staaten 2020 ihre Stimme abzugeben.

## Rezeption

### Rezensionen
Not the End of the World erhielt gemischte Kritiken von Musikkritikern. Idolators Mike Wass nannte Not the End of the World ein „Smile-Highlight“ mit einer „süchtig machenden“ Verwendung der Melodie von „Na Na Hey Hey Kiss Him Goodbye“. Aynslee Darmon von Entertainment Tonight Canada sagte, der Song sei „der perfekte Track, um 2020 zu beenden“. Adriana Darcy von Young Hollywood lobte, dass die „starken Techno-Beats des Songs perfekt“ zu den Texten passen.
Nick Malone, der für PopMatters schrieb, beschrieb die Texte als „zu zuckersüß, um irgendeinen Pathos zu enthalten“, und nannte das ganze Not the End of the World eine „übermäßig ambitionierte Schwester“ von „Dark Horse“.
Lindsay Zoladz von der New York Times nannte die Single eine „anstrengende Hymne“, Emily Mackay von The Guardian meint, dass er sich „vergesslich und anonym“ anfühlt. Craig Jenkins schrieb für Vulture, dass Not the End of the World einer der vielen Songs von Smile ist, die „motivierende Kesselflaschen verkaufen, die vorbeiziehende Wolken wegwinken, aber nie beschreiben, wie sich der Sturm anfühlt“.
Hannah Mylrea vom NME kritisierte den Song als „Radiofutter, das sich trendiger Produktionstechniken bedient, um einen Mangel an Substanz zu überspielen“. In ähnlicher Weise schrieb Callie Ahlgrim von Insider, dass der Song „äußerst tonlos“ sei, „mehr formelhaft als lustig und mehr radiodurstig als fesselnd“, und dass die Einfügung von „Na Na Hey Hey Kiss Him Goodbye“ „verwirrend“ sei. Alexa Camp vom Slant Magazine erklärte, dass der „Erfolg“ der Single nur durch die Ähnlichkeiten zu „Dark Horse“ und die Interpolation in der Hook zustande kam. In seiner Rangliste der Smile-Tracks platziert Lipshutz den Song an letzter, zwölfter Stelle und argumentiert, dass seine Produktion und die Verwendung der Melodie von „Na Na Hey Hey Kiss Him Goodbye“ nicht zur Platte passen.

### Auszeichnungen für Musikverkäufe
| Land/Region     | Auszeichnungen für Musikverkäufe (Land/Region, Auszeichnung, Verkäufe) | Verkäufe |
| --------------- | ---------------------------------------------------------------------- | -------- |
| Brasilien (PMB) | Gold                                                                   | 20.000   |
| Insgesamt       | 1× Gold ·                                                              | 20.000   |

Hauptartikel: Katy Perry/Auszeichnungen für Musikverkäufe